# Адамович Роман Сергійович
Адамович Роман Сергійович (нар. 26 липня 1945, Київ, УРСР) — радянський, український художник театру і кіно, живописець і графік, педагог. Член Національної Спілки художників України. (1972). Заслужений діяч мистецтв України (2012).

## Біографія
Закінчив Всесоюзний державний інститут кінематографії (1971, педагоги з фаху — Ю. Піменов, І. Іванов-Вано) та вищі курси перекваліфікації при ВДІКу за спеціальністю «Режисура анімаційного кіно».
Працює в галузі театру, кіно, живопису, графіки, книжкової ілюстрації.
З 1968 року брав участь у Всесоюзних виставках СРСР, республіканських українських виставках УРСР. Після 1991 року — учасник великої кількості національних міжнародних виставок. Має численні персональні виставки в Україні та за кордоном.
З 1971 року працює художником-постановником на Київській кіностудії ім. О. Довженка (дебютував в картині «Бумбараш») і художником-мультиплікатором на студії «Київнаукфільм»/«Укранімафільм».
Викладає:
- Національна академія образотворчого мистецтва і архітектури: Кафедра сценографії та екранних мистецтв (старший викладач, керівник майстерні художників кіно)[2].
- Київський національний університет театру, кіно і телебачення імені Івана Карпенка-Карого: керівник майстерні «Режисура анімаційного фільму»[3].

## Фільмографія
Художник-постановник фільмів:
- «Бумбараш» (1971)
- «Королі і капуста» (1978, у співавт.)
- «Миргород та його мешканці» (1983)
- «Кармелюк» (1985)
- «Оберіг» (1991)
- «Мелодрама із замахом на вбивство» (1992)
- «Спосіб вбивства» (1993)
- «Приятель небіжчика» (1997)
- «Мийники автомобілів» (2000)
- «Леді Бомж» (2001, Росія)
- «Та, що біжить по хвилях» (2007, Росія—Україна; у співавт.)
- «Владика Андрей» (2008, у співавт. з В. Яськом)
- «ТойХтоПройшовКрізьВогонь» (2012)
- «Толока» (2014, у співавт.)
- «Окупація» (2015, у співавт.) та ін.

Художник-мультиплікатор:
- «Тигреня в чайнику» (1972)
- «Лісова пісня» (1976)
- «Казка про Івана, пана та злидні» (1977)
- «Нічні капітани» (1978)
- «Одноразова вічність» (2002)

Режисер-мультиплікатор:
- «Казка про Івана, пана та злидні» (1977)